# Denis Onyango
Denis Masinde Onyango (ur. 15 maja 1985 w Kampali) – ugandyjski piłkarz występujący na pozycji bramkarza. Od 2011 roku jest zawodnikiem Mamelodi Sundowns. Posiada również południowoafrykańskie obywatelstwo.

## Kariera klubowa
Denis Onyango karierę zaczynał w stołecznym Villa SC, z którym w 2004 roku wywalczył mistrzostwo Ugandy. Sezon 2005/2006 rozegrał w Saint-George SA i zdobył mistrzostwo Etiopii. Następnie przez cztery lata był graczem Supersport United. W tym czasie trzykrotnie został mistrzem Republiki Południowej Afryki. W 2010 roku został piłkarzem Mpumalanga Black Aces i zajął z tym zespołem 16., ostatnią pozycję w tabeli Premier Soccer League. Zespół został zdegradowany do niższej ligi, a Onyango przeszedł do Mamelodi Sundowns, z którego w sezonie 2013-2014 był wypożyczony do Bidvest Wits.
Z Mamelodi Sundowns Denis Onyango osiągał największe sukcesy, choć początkowo był tylko zmiennikiem Wayne'a Sandilandsa. Z klubem z Pretorii ugandyjski bramkarz wywalczył mistrzostwo i Puchar Republiki Południowej Afryki. W 2016 roku zaś wygrał Afrykańską Ligę Mistrzów. Wystąpił w obu finałowych spotkaniach przeciwko Zamalekowi SC, jednak w rewanżowym meczu z powodu kontuzji opuścił boisko po pół godzinie gry. Dzięki zdobyciu tytułu najlepszego klubu na kontynencie, Mamelodi zagrało w Klubowych Mistrzostwach Świata 2016. Onyango zagrał zarówno w przegranym 0:2 ćwierćfinale z Kashima Antlers, jak w również przegranym (1:4) spotkaniu o piąte miejsce z Jeonbuk Hyundai Motors.
25 grudnia 2016 Międzynarodowa Federacja Historyków i Statystyków Futbolu wybrała Onyangę dziesiątym najlepszym na świecie bramkarzem kończącego się roku.
5 stycznia 2017 CAF przyznała mu nagrodę dla najlepszego afrykańskiego piłkarza grającego w Afryce.

## Kariera reprezentacyjna
W reprezentacji Ugandy gra od 2005 roku, obecnie jest jej wicekapitanem. 4 stycznia 2017 selekcjoner Milutin Sredojević powołał go na Puchar Narodów Afryki 2017.

## Sukcesy
Villa SC
- Mistrzostwo Ugandy: 2004

Saint-George SA
- Mistrzostwo Etiopii: 2006

Supersport United
- Mistrzostwo Republiki Południowej Afryki: 2008, 2009, 2010

Mamelodi Sundowns
- Mistrzostwo Republiki Południowej Afryki: 2016
- Puchar Republiki Południowej Afryki: 2015
- Afrykańska Liga Mistrzów: 2016

Indywidualne
- Najlepszy afrykański piłkarz grający w Afryce wg CAF: 2016